# كاميليا شحاتة
كاميليا شحاتة زاخر مسعد (22 يوليو 1985 دير مواس -) هي معلمة مصرية تعمل بمدرسة دلجا الإعدادية زوجة القس «تادرس سمعان» كاهن دير مواس بالمنيا حاصلة على بكالوريوس العلوم والتربية تخصص تاريخ طبيعي من جامعة المنيا عام 2006. انتشرت شائعات في مواقع إسلامية في الإنترنت باعتناقها الإسلام، وترتب عليها عدة أحداث.

## اختفاءها
تقدم زوجها ببلاغ عن اختفائها وشهد مركز دير مواس بالمنيا داخل مقر الكاتدرائية المرقسية بالعباسية تظاهر مئات من المسيحيين احتجاجا على الغموض الذي يسيطر على اختفاء كاميليا زوجة القس تادرس سمعان وطالب المسيحيون أجهزة الأمن بسرعة التحرك لكشف غموض اختفاء زوجة الكاهن، التي ترددت أنباء أنها تعرضت للاختطاف. وذلك وسط تواجد أمني كبير خارج الكاتدرائية.
ووسط أنباء عن ظهور زوجة القس المختفية بالجمعية الشرعية الإسلامية بالمنيا حضر لمقر الكاتدرائية المرقسية بالعباسية عيد لبيب عضو مجلس الشورى حيث أوضح بصورة غير مباشرة للمعتصمين بأن السيدة كاميليا قد ذهبت بإرادتها.

## تسليمها للكنيسة
وبعد أربعة أيام من الاختفاء أعلن الأمن المصري العثور على زوجة القس وتم تسليمها للكنيسة بإرادتها الحرة وأرجعت أسباب الاختفاء إلى مشاكل عائلية. وبعد رجوعها للكنيسة صرح الأنبا أغابيوس، أسقف دير مواس على قناة الكرمة الفضائية في برنامج ما وراء الأحداث عن كاميليا بأنها تحت رعاية الكنيسة وأن الكنيسة تعمل «غسيل مخ لغسيل المخ الذي عمل لها».

## مطالبات بالكشف عن مصيرها
وطالب مفكرون ونشطاء أقباط الكنيسة بإظهار كاميليا لنفى شائعة إسلامها ومنهم الدكتور رفيق حبيب المفكر القبطي الذي يميل إلى قصة إسلامها لأنه يبرر حالة الغضب والإصرار على إعادتها فضلا عن تحمل الكنيسة أن تدان بسبب تظاهر الأقباط في قضية عائلية ليتكرر سيناريو وفاء قسطنطين زوجة كاهن أبو المطامير التي لا تزال محتجزة بالكنيسة منذ خمسة أعوام والتي أكد زغلول النجار أنها قتلت.
وانتقد الكاتب علاء الأسواني موقف الدولة في تسليم كاميليا شحاتة للكنيسة بعد إسلامها وتلويح البابا شنودة بتدويل قضية كاميليا إذا لم تحضرها أجهزة الأمن فورا.
بدوره انتقد المفكر القبطي جمال أسعد تواطؤ الدولة مع الكنيسة في أزمة كاميليا وغيرها من الأزمات السابقة وتسائل لماذا تسلم الدولة من يشهرون إسلامهم إلى الكنيسة بما يهدر القانون وحقوق الإنسان.[بحاجة لمصدر]
وقام كمال زاخر منسق جبهة العلمانيين الأقباط بتقديم طلب للنائب العام للتحقيق في ملابسات أزمتي زوجة كاهن أبو المطامير وفاء قسطنطين وزوجة كاهن المنيا كاميليا شحاتة.
وظهر تسجيل صوتي وأخر مرئي مع شخص يدعى «أبو يحيى مفتاح محمد فاضل» من سكان المنيا يقول فيه أن كاميليا توجهت إليه لطلب مساعدته في إشهار إسلامها وأظهر صورة لها أخذت لاستكمال إجرءات إشهار الإسلام بالأزهر والذي تعطل استكمال إجراءات الإشهار وتم القبض عليهما من قبل الأمن واعتقاله وتسليم كاميليا إلى الكنيسة.
قامت بعض المواقع بنشر مستندات وصور شخصية لكاميليا قيل بأنها كانت قد تركتها مع الأسرة التي استضافتها في بيتها حين أشهرت إسلامها.[وصلة مكسورة] كما قامت قنوات فضائية إسلامية ببث برامج تؤكد إسلامها.[بحاجة لمصدر]
ونظم محامون ينتمون إلى رابطة محامين ضد الفتنة الطائفية وقفة احتجاجية أمام نقابة المحامين مطالبين بكشف مصير كاميليا و وفاء قسطنطين.

### مظاهرات تطالب بالإفراج عنها
وخرجت مظاهرة حاشدة ضد البابا شنودة أمام مسجد النور بالعباسية مطالبة بالكشف عن مكان كاميليا.
وخرجت وقفات متتالية واحدة في مسجد الفتح بميدان رمسيس بالقاهرة تنديداً لاحتجاز الأقباط الذين أسلموا داخل الأديرة والكنائس وعلى رأسهم كاميليا شحاتة ووفاء قسطنطين وكرستين مصرى، وأكد شباب رابطة جامعة القاهرة أن الدستور والقانون كفلا لجموع المواطنين الحق في اختيار عقائدهم وطالب المتظاهرين بعزل البابا شنودة. تزامنت مع وقفة أخرى في مدينة الإسكندرية بمسجد القائد إبراهيم بالمنشية احتشد فيها الألاف عقب صلاة التراويح لها نفس المطالب.
وفي ليلة القدر من شهر رمضان في مسجد عمرو بن العاص قام أكثر من 30 ألف مسلم[بحاجة لمصدر] باحتجاجات حاشدة ضد البابا شنودة واتهامه باعتقال واحتجاز كاميليا بدون سلطة قانونية تتيح له ذلك وطالبوه بإظهار وفاء قسطنطين التي تحتجز بالكنيسة منذ أكثر من خمسة سنوات واتهم المحتجون الحكومة بالضعف أمام الكنيسة القبطية التي اعتبرها المحتجون دولة داخل دولة.

## ظهور كامليا
في لقاء مذاع على الهواء على قناة الحياة المسيحية ظهرت كامليا شحاته من مكان مجهول على برنامج سؤال جريء مباشر يوم 08 مايو 2011 مع المذيع «الأخ رشيد» الذي سألها عن صحة ما تردد عن إسلامها فأعلنت عدم صحة ماتردد عنها وعدم اعتناقها الإسلام وأن السبب في هذا اللبس اختفائها من البيت بسبب خلافات زوجية مع زوجها وبدون علم أهلها، مما دفع الأقاويل للانتشار.

## وصلات خارجية
- موقع كاميليا شحاتة
- موقع حكاية كاميليا شحاتة
- قضية السيدة كاميليا شحاتة في مصر، برنامج ما وراء الخبر، قناة الجزيرة، 6 سبتمبر 2010
- تقرير قناة الجزيرة الجزيرة حول موضوع كاميليا شحاتة على يوتيوب
- تقرير قناة بي بي سي العربية على يوتيوب
- تقرير قناة الجزيرة الإنجليزية على يوتيوب
- بعد نشر المصريون تقريرها المروع.. بلاغ للنائب العام يختصم وزير الداخلية ويطالب بمحاكمة مسؤولي الأزهر الذين امتنعوا عن إشهار إسلام كاميليا شحاتة، صحيفة المصريون، 12 أغسطس 2010
- دوبليرة كاميليا شحاتة تظهر على مواقع الأقباط لتنفي إسلامها!!، صحيفة المصريون، 9 سبتمبر 2010
- انفراد : شهادة التوحيد بخط يد كاميليا شحاتة: وثائق جديدة تفيد إسلامها بخط يدها، صحيفة المصريون، 14 سبتمبر 2010